# Velbert
Velbert è una città di 81 593 abitanti della Renania Settentrionale-Vestfalia, in Germania.
Appartiene al distretto governativo di Düsseldorf e al circondario di Mettmann.
Velbert possiede lo status di "Grande città di circondario" (Große kreisangehörige Stadt).

## Geografia antropica
La città di Velbert si divide nei tre distretti urbani di Velbert-centro, Velbert-Langenberg e Velbert-Neviges.

## Amministrazione

### Gemellaggi
Velbert è gemellata con:
- Châtellerault, dal 1965
- Corby, dal 1966
- Igoumenitsa, dal 2012
- Podujeva, dal 2019
- Morąg, dal 2019